# عدی بن حاتم
عدی بن حاتم(ح. ۵۲ پیش از هجرت – ۶۸قمری) با کنیه ابوطریف، از صحابه پیامبر اسلام و یکی از طرفداران علی بود.

## دودمان
وی پسر شاعر معروف، حاتم طایی است که پس از مرگ پدرش، ریاست قبیلهٔ طائی را به ارث برد.

## در زمان حیات محمد
عدی قبل از مسلمان شدن، همانند پدرش، مسیحی بود. در سال ۹ هجری (۶۳۰ میلادی) که ریاست عدی بر قبیله اش در معرض تهدید قرار داشت، اسلام آورد. او مالیات قبیله طائی و اسد را برای محمد جمع‌آوری می‌کرد.

## در زمان سه خلیفه اول
عدی می‌دانست که چگونه از خطر ارتداد قبیله‌اش جلوگیری کند. او به همراه خالد به عراق رفت و در فتوحات آنجا به عنوان فرماندهٔ بخش خود شرکت نمود. در نبرد رودخانه، قباد سردار ایرانی را کشت.
عثمان به وی روستای روهه در نهر عیسی (نزدیک بغداد) را بخشید. با این حال، خط مشی وی از عثمان جدا گردید. از تاریخ طبری این‌طور استنتاج می‌گردد که وی به قاتلین عثمان مرتبط بود.

## در زمان علی
عدی در جنگ جمل برای علی جنگید. وی در چهار هفتهٔ متارکه جنگ در جنگ صفین به همراه چندی دیگر به عنوان نماینده علی به نزد معاویه فرستاده شد.

## دوران معاویه و یزید
عدی در کوفه به زندگی خود ادامه داد و گرایش‌های علوی خود را ترک نکرده و از کسانی از قبیله اش که مورد آزار و اذیت زیاد بن ابیه فرماندار عراق قرار می‌گرفتند، مراقبت نمود. وی در سال ۶۷ هجری (۶۸۶–۶۸۷ میلادی) در سن ۱۲۰ سالگی درگذشت.